# Tomás Belmonte
Tomás „Toto” Belmonte (ur. 27 maja 1998 w Lanús) – argentyński piłkarz pochodzenia włoskiego występujący na pozycji środkowego lub defensywnego pomocnika, od 2024 roku zawodnik Boca Juniors.